# Rohan (Terre du Milieu)
Vous lisez un « article de qualité » labellisé en 2022.
Pour les articles homonymes, voir Rohan.
Le Rohan est un royaume de l'univers de fiction de la Terre du Milieu créé par J. R. R. Tolkien. Il apparaît dans son roman Le Seigneur des anneaux, où il sert de cadre à une partie des événements relatés dans les livres des Deux Tours et du Retour du roi. Son histoire est développée dans des textes parus à titre posthume dans Contes et légendes inachevés.
Composé de grandes plaines herbeuses, le Rohan est le pays des Rohirrim, un peuple humain réputé pour ses chevaux. Fidèles alliés du Gondor, les Rohirrim participent à la guerre de l'Anneau contre le Seigneur des ténèbres Sauron. Ils remportent la bataille de la Ferté-au-Cor sur les armées de l'Isengard et contribuent à la défaite du Mordor aux Champs du Pelennor.
Pour développer la culture des Rohirrim, Tolkien s'inspire des Anglo-Saxons tels qu'ils sont dépeints dans la poésie vieil-anglaise, au point que le critique Tom Shippey les décrit comme « des Anglo-Saxons à dos de cheval ». La langue qu'il leur fait parler est un dialecte du vieil anglais et la résidence royale de Meduseld est calquée sur Heorot, le grand hall du roi Hrothgar dans le poème vieil-anglais Beowulf.

## Histoire interne

### Étymologie
Rohan signifie « pays des chevaux » en sindarin, la langue des Elfes gris. Il s'agit d'une forme adoucie de Rochand, de roch « cheval » avec le suffixe -and utilisé pour former des noms de pays (comme dans Beleriand). Ses habitants sont les Rohirrim, dont le nom signifie « armée des seigneurs des chevaux » en sindarin. Avant leur arrivée, le Rohan portait le nom de Calenardhon, un autre toponyme sindarin signifiant « (grande) région verte » en référence à ses vastes plaines.
Tolkien explique l'origine du nom Rohan dans une lettre d'août 1967. Il prend soin de préciser qu'il n'est pas lié à celui de la maison de Rohan, une famille noble de Bretagne, même s'il connaissait ce nom et aimait sa sonorité.
Dans leur langue, les Rohirrim appellent leur pays Riddermark (« la Marche des cavaliers » en vieil anglais) ou simplement Mark (« la Marche »), en référence à sa situation de marche frontalière. Ils s'appellent eux-mêmes Eorlingas, « les descendants d'Eorl », en référence à Eorl le Jeune, le fondateur et premier roi du Rohan.

### Géographie
Le Rohan est un royaume enclavé qui se compose de vastes plaines herbeuses balayées par les vents. Karen Wynn Fonstad estime sa superficie à 52 763 milles carrés (136 656 km2), soit un peu plus que celle de l'Angleterre.
Il est bordé à l'ouest par le fleuve Isen et son affluent, l'Adorn ; au nord, par la forêt de Fangorn et la rivière Limeclaire ; à l'est, par le fleuve Anduin et le delta de l'Entévière (Entalluve). Au sud, il est séparé de la province gondorienne d'Anórien par l'Entévière et son affluent la Mering. La chaîne des Montagnes Blanches constitue le reste de la frontière entre Rohan et Gondor. Au nord-ouest, près des sources de l'Isen, la forteresse d'Isengard est occupée à l'époque du Seigneur des anneaux par le mage Saruman (Saroumane).
La vaste plaine qui constitue la majeure partie du Rohan est traversée par l'Entévière, qui délimite l'Ouestemnet de l'Estemnet. Le nord de l'Estemnet correspond au Wold, un plateau anticlinal qui forme la région la moins peuplée du royaume. La majeure partie de la population est concentrée au sud, dans les vallées au pied des Montagnes Blanches. L'une de ces vallées, le Val de Hart (Harrowdale), abrite la capitale du Rohan, Edoras, une ville fortifiée construite au sommet d'une colline. La rivière Snawburna coule dans cette vallée pour se jeter dans l'Entévière. C'est à Edoras que se trouve le grand hall de Meduseld, la résidence richement décorée des rois du Rohan. En amont d'Edoras, le Val de Hart abrite les villages de Hautebourne (Upbourn) et Sous-le-Hart (Underharrow) et, au sommet de la vallée, le refuge de Dunhart (Dunharrow).
Le royaume est divisé en deux grandes régions séparées par la Snawburna et l'Entévière : la Marche de l'Ouest (West-mark) et la Marche de l'Est (East-mark), chacune régie par un maréchal nommé par le roi. Edoras et ses alentours constituent une région à part, le Folde, qui comprend également Aldburg, la première capitale du royaume. Les terres situées au pied des montagnes de part et d'autre du Folde constituent les régions du Westfold et de l'Eastfold. Le Westfold s'étend vers l'ouest jusqu'à la Brèche du Rohan (Trouée du Rohan), région plate séparant les Montagnes Blanches des Montagnes de Brume (Monts Brumeux), et abrite notamment la Ferté-au-Cor (Fort-le-Cor), une forteresse construite dans la Gorge de Helm (Gouffre de Helm). L'Eastfold s'étend vers l'est jusqu'à la Fenmark, région marécageuse entourant la Mering. La Grande Route de l'Ouest relie Edoras à Minas Tirith, la capitale du Gondor, en longeant le pied des Montagnes Blanches à travers l'Eastfold et l'Anórien.
L'environnement de steppes du Rohan suggère un climat plus aride que celui des régions voisines, dans lequel les Montagnes de Brume et les Montagnes Blanches contribuent à réduire les précipitations au Rohan par effet de foehn.

### Histoire

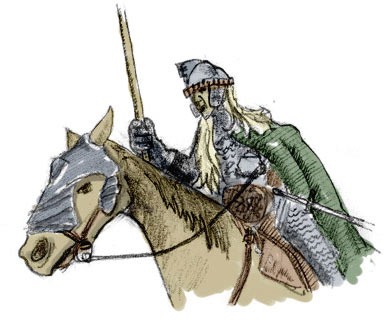
Un cavalier du Rohan (vue d'artiste).

Les ancêtres des Rohirrim sont l'Éothéod, un peuple humain apparenté aux Dúnedain du Gondor établi près des sources de l'Anduin, dans le nord de la Terre du Milieu. En l'an 2510 du Troisième Âge, l'intendant du Gondor Cirion sollicite leur aide pour lutter contre les peuples humains maléfiques qui menacent les frontières orientales du Gondor. Le seigneur de l'Éothéod, Eorl le Jeune, vient à son secours à la tête d'une armée et son intervention décisive permet aux Gondoriens de remporter la bataille du Champ de la Celebrant.
En récompense, Cirion accorde à Eorl les plaines du Calenardhon, une province gondorienne vaste et quasiment inhabitée, à l'exception de la forteresse d'Isengard. Les membres de l'Éothéod s'y installent et sont dès lors appelés Rohirrim, tandis que la région prend le nom de Rohan, deux noms forgés par Hallas, le fils et successeur de Cirion. Eorl fonde la première lignée des rois du Rohan, qui se poursuit de manière ininterrompue pendant deux siècles et demi. Son fils Brego construit le grand hall de Meduseld à Edoras en 2569.
En 2758, lors du Long Hiver, le Rohan est attaqué par les Dunlandais (Dunlendings), des humains établis de l'autre côté de l'Isen après avoir été chassés des vallées des Montagnes Blanches par les Rohirrim. Le roi Helm Mainmarteau (Helm Poing de Marteau) trouve la mort en défendant la Ferté-au-Cor face aux envahisseurs. Au printemps suivant, son neveu Fréaláf bat les Dunlandais, libère le Rohan et fonde la deuxième lignée royale. Le mage Saruman s'installe peu après dans l'Isengard et apparaît comme un allié fidèle du Rohan et du Gondor.
À la fin du Troisième Âge, Saruman rallie en secret Sauron et planifie une invasion du Rohan. Il s'efforce d'affaiblir le royaume par l'entremise de son serviteur Gríma, conseiller du roi Théoden, qu'il abreuve de mensonges pour lui cacher la réalité des projets de Saruman. Ce dernier attaque le Rohan en février 3019 et parvient à forcer le passage des gués de l'Isen lors de deux batailles. Théodred, le fils de Théoden, est tué lors de la première,.
Libéré de l'influence de Gríma par l'arrivée de Gandalf et de ses compagnons Aragorn, Legolas et Gimli, Théoden prend en personne la tête des armées du Rohan. Il remporte le 3 mars la bataille de la Ferté-au-Cor contre les forces de Saruman, qui est neutralisé par les Ents de la forêt de Fangorn. Les Rohirrim se portent ensuite au secours du Gondor et participent à la bataille des Champs du Pelennor le 15 mars, durant laquelle Théoden est tué et sa nièce Éowyn vainc le Roi-Sorcier d'Angmar avec l'aide du hobbit Meriadoc Brandibouc (Meriadoc Brandebouc). Le neveu de Théoden, Éomer, devient roi et conduit les cavaliers du Rohan à la bataille de la Porte Noire, le 25 mars.
Après la destruction de l'Anneau unique et la fin de la guerre de l'Anneau, l'alliance entre le Rohan et le Gondor est renouvelée par Éomer, premier souverain de la troisième lignée royale, et Aragorn, monté sur le trône du Gondor sous le nom d'Elessar. La sœur d'Éomer, Éowyn, épouse l'intendant du Gondor Faramir.

### Société
« Je les ai côtoyés, répondit Aragorn. Ils sont fiers et opiniâtres, mais ils sont loyaux, généreux en pensée comme en actes ; hardis mais non cruels ; sages quoique sans instruction : ils n'écrivent pas de livres mais chantent de nombreux chants, à la manière des enfants des Hommes avant les Années Sombres. »

— Aragorn décrivant les Rohirrim à ses compagnons

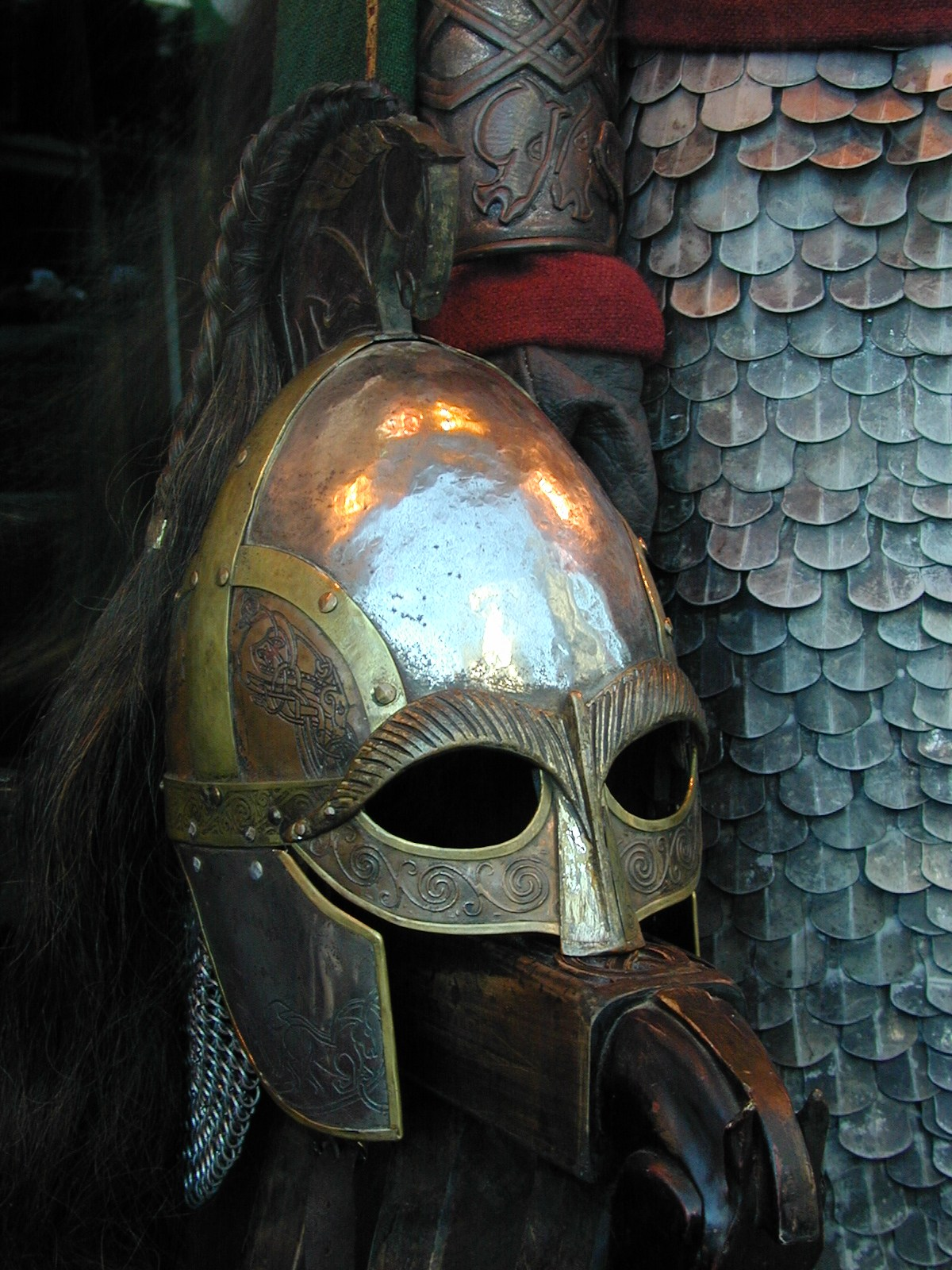
Casque et armure d'un soldat du Rohan dans les films de Peter Jackson.

Les Rohirrim sont un peuple de cavaliers. Ils sont réputés dans toute la Terre du Milieu pour les chevaux qu'ils élèvent, parmi lesquels se trouvent les mearas, des animaux particulièrement forts et intelligents qui ne se laissent monter que par les rois et princes du Rohan. Plusieurs membres de ce peuple, comme Éomer et Éowyn, portent un nom contenant l'élément eoh « cheval », ce qui reflète l'importance de cet animal dans la société rohanaise. Leur culture est essentiellement orale et repose sur des chants relatant les hauts faits du passé. À la fin du Troisième Âge, ces chants ont en partie perdu leur sens et les Rohirrim qui rencontrent pour la première fois des Hobbits ou des Drúedain croient avoir affaire à des êtres de légende.
L'armée du Rohan se compose essentiellement de cavalerie. L'unité de base est appelée éored et se compose de 120 cavaliers à la fin du Troisième Âge. En temps de guerre, chaque homme valide est appelé à rejoindre le Rassemblement du Rohan. Une mobilisation complète à l'époque de la guerre de l'Anneau rassemble plus de 12 000 hommes,.
Les Rohirrim parlent le rohirique (ou rohanais), une langue apparentée à l'adûnaïque, la langue des humains de Númenor. En l'entendant, l'elfe Legolas la décrit comme « tantôt riche et onduleuse, tantôt dure et sévère comme les montagnes ». Cette langue est représentée de manière presque systématique par le dialecte mercien du vieil anglais. Tolkien prétend en effet ne pas être l'auteur du Seigneur des anneaux, mais seulement son traducteur. Dans le contexte de cette fiction, la relation entre le rohirique et l'occidentalien (langue commune à la plupart des peuples de la Terre du Milieu, y compris les élites du Rohan) est censée correspondre à celle entre le vieil anglais et l'anglais moderne : une langue plus ancienne, mais apparentée. Les ancêtres des Rohirrim portent quant à eux des noms d'inspiration gotique, une autre langue germanique encore plus ancienne que le vieil anglais.

## Conception et évolution
Comme les autres régions situées au sud de la carte du Hobbit, le Rohan est imaginé par Tolkien pendant la rédaction de sa suite, Le Seigneur des anneaux. La première mention de ce royaume figure dans le premier brouillon du chapitre « L'Anneau part vers le sud », rédigé à l'automne 1939, dans lequel Gandalf déclare que la Fraternité de l'Anneau (Communauté de l'Anneau) ne peut contourner les Montagnes de Brume par le sud : « Tenter de s'enfoncer plus au sud dans le pays de Rohan n'apporterait rien de bon. Les Rois des chevaux sont depuis longtemps au service de Sauron. » L'idée de Rohirrim inféodés à Sauron est rapidement abandonnée par Tolkien. Le Rohan apparaît sur un brouillon de carte dessiné vers la même date, au sud des Montagnes de Brume et à l'ouest de l'Anduin. Plusieurs propositions de noms pour ses habitants sont indiqués, dont deux d'origine grecque, les Hippanaletians et les Anaxippians.
La première version du chapitre « Les Cavaliers du Rohan » est rédigée vers décembre 1941 ou janvier 1942. Une note figurant sur une page datée du 9 février 1942, mais peut-être rédigée plus tard, voit l'apparition du système d'équivalences entre peuples de la Terre du Milieu et langues réelles qui reste constant jusqu'à la version publiée du Seigneur des anneaux, :
« Langue du Comté = anglais moderne
Langue du Val = norrois (parlé par les Nains de la région)

Langue du Rohan = vieil anglais »
Vers la fin de sa vie, Tolkien éprouve un regain d'intérêt pour l'histoire du Rohan. Il rédige entre 1969 et 1973 plusieurs textes à ce sujet qui sont publiés à titre posthume par son fils Christopher dans Contes et légendes inachevés, dont ils constituent les chapitres « Cirion et Eorl et l'amitié du Gondor et du Rohan », à propos de la fondation du Rohan, et « Les Batailles des gués de l'Isen », à propos de la situation stratégique du royaume pendant la guerre de l'Anneau.

## Critique et analyse

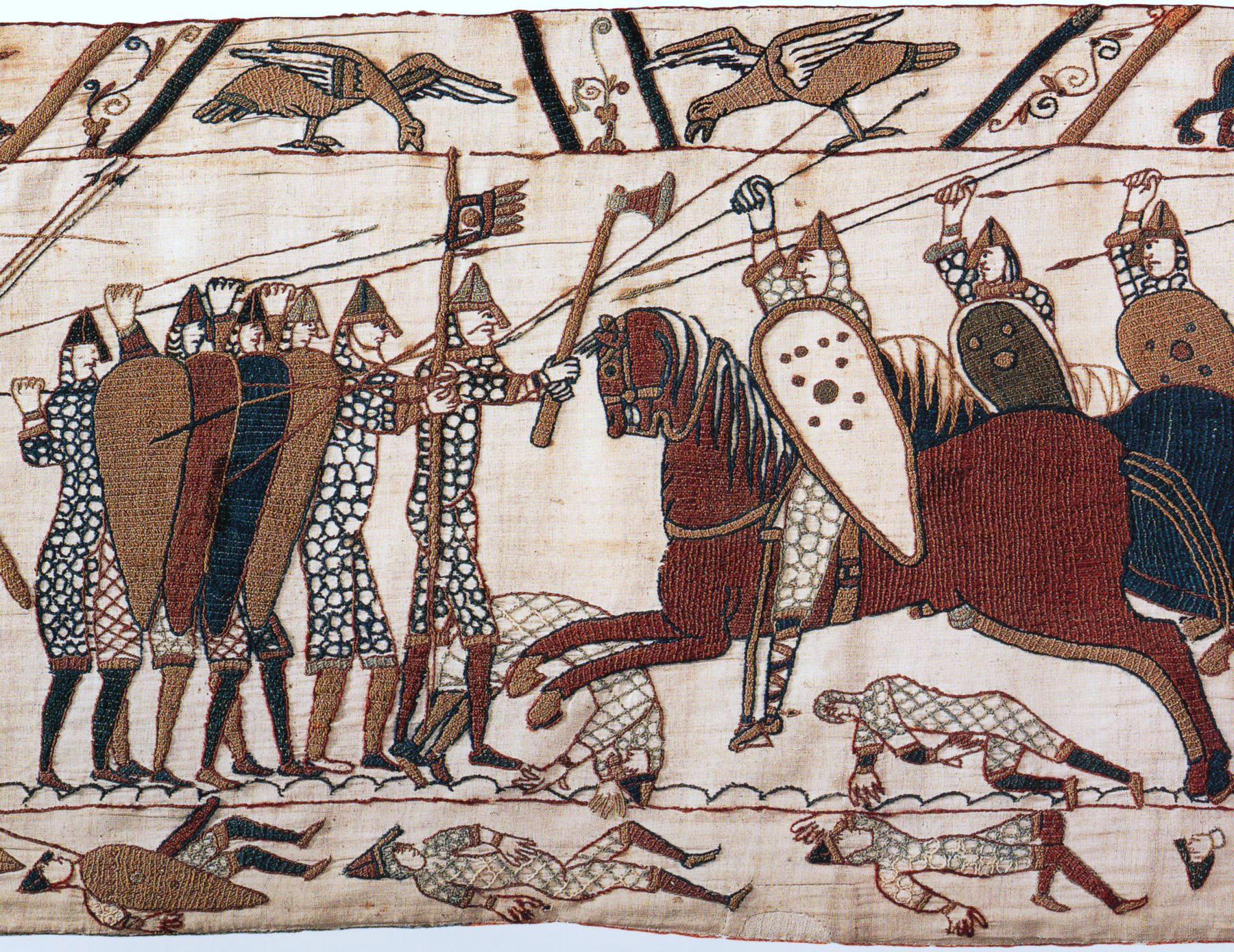
Fantassins anglais et cavaliers normands sur la tapisserie de Bayeux.

Dans l'Appendice F du Seigneur des anneaux, Tolkien insiste sur le fait que ses Rohirrim ne sont pas une simple transposition des Anglo-Saxons, bien qu'ils parlent la même langue. Ailleurs, il précise que « personne n'apprendrait quoi que ce soit de valide sur les "Anglo-Saxons" à partir de mes écrits, pas même ceux qui concernent les Rohirrim ; cela n'a jamais été mon intention ».
Le médiéviste Tom Shippey, spécialiste de l'œuvre de Tolkien, souligne qu'en dépit de ces dénégations, les points communs entre les deux peuples sont nombreux, car l'auteur puise beaucoup dans la poésie vieil-anglaise pour caractériser ses Rohirrim. Dans le chapitre « Le Roi de la Salle dorée », l'arrivée de Gandalf et de ses compagnons à Meduseld est ainsi calquée sur celle du héros Beowulf à Heorot, la grand-salle du roi Hrothgar dans le poème héroïque Beowulf. Lorsque ses personnages aperçoivent pour la première fois Meduseld, Tolkien place dans la bouche de Legolas une phrase qui est une traduction directe du vers 311 du poème : « Sa lumière resplendit au loin sur les terres » (« lixte se leoma ofer landa fela »). Le nom même de Meduseld apparaît comme substantif au vers 3065 du Beowulf.
Quelques pages plus tôt, Aragorn interprète une chanson élégiaque du Rohan : « Où sont cheval et cavalier ? Où est le cor qu'on sonnait hier ? » Pour composer ces vers, Tolkien s'est inspiré d'un passage d'un autre poème vieil-anglais, The Wanderer. Cela reflète un autre point commun entre Rohirrim et Anglo-Saxons : l'importance de l'oralité dans leur culture, et le rôle des chants et poèmes dans la transmission du savoir et du folklore. Tolkien note par ailleurs dans une lettre de 1958 que les vêtements figurés sur la tapisserie de Bayeux reflètent assez bien la manière dont il imagine ceux des Rohirrim, « à condition de se rappeler que l'espèce de filet de tennis que les soldats semblent porter n'est qu'un dessin maladroit et conventionnel représentant une cotte de mailles de petits anneaux ».

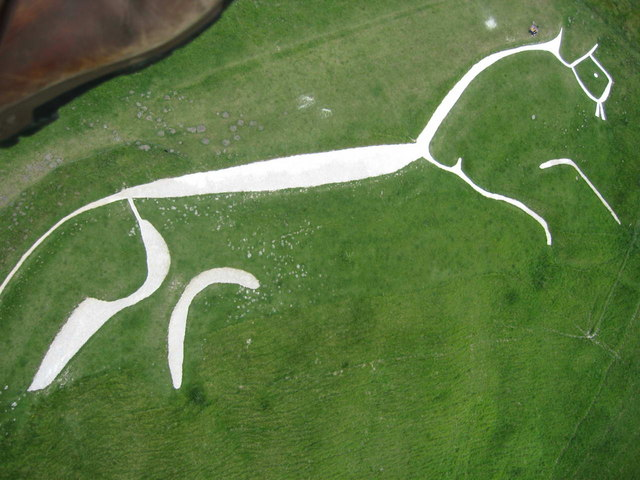
Le cheval blanc d'Uffington.

Le Rohan reflète plus spécifiquement l'attachement de Tolkien aux Midlands, la région d'Angleterre où il a grandi et où il a vécu une grande partie de sa vie. Au Moyen Âge, les Midlands sont occupés par le royaume de Mercie, dont le nom désigne la « marche » (mearc) à la frontière du pays de Galles. Tolkien choisit de faire parler aux Rohirrim le dialecte mercien du vieil anglais plutôt que le standard ouest-saxon, ce qui se reflète dans l'orthographe de noms propres comme Hasufel ou Saruman, dont les formes ouest-saxonnes seraient Heasufel et Searuman. La bannière du Rohan, un cheval blanc sur fond vert, pourrait s'inspirer du cheval blanc d'Uffington, un géoglyphe creusé dans une colline de craie des Berkshire Downs, ancienne frontière entre la Mercie et le Wessex.
D'après l'historien militaire Bret Devereaux, les structures militaires du Rohan reprennent celles des royaumes anglo-saxons tardifs et de l'Empire carolingien. Il distingue les hommes de la Maison du roi, tels Háma, analogues des housecarls anglo-saxons ; les grands vassaux comme Éomer, Elfhelm ou Erkenbrand qui mobilisent eux-mêmes leur suite de vassaux d'échelon inférieur ; et les troupes de fantassins conscrits non-nobles, semblables au fyrd anglo-saxon, qui se divisent en une levée sélective d'hommes bien entraînés et bien équipés et une levée générale de l'ensemble des hommes en âge de porter les armes.
Les chevaux constituent la principale différence entre les Rohirrim et les Anglo-Saxons. Animaux de prédilection des premiers, ils sont très peu, voire pas du tout utilisés au combat par les seconds. En 1066, c'est en grande partie la supériorité de la cavalerie normande qui entraîne la défaite anglaise à la bataille d'Hastings. Shippey note cependant que la poésie vieil-anglaise leur accorde une place de choix, argument en faveur de sa thèse selon laquelle les Rohirrim s'inspirent davantage des idéaux de la littérature vieil-anglaise que des réalités de l'Angleterre médiévale.
Le comportement des Rohirrim dans Le Seigneur des anneaux témoigne par moments d'influences autres. Shippey note qu'ils sont capables à l'occasion d'une « férocité nomade » digne de la représentation populaire des autochtones d'Amérique et d'une témérité insouciante, un « panache » qui reçoit une traduction visuelle à travers le casque d'Éomer, coiffé d'une queue de cheval blanche rappelant les peuples nomades d'Asie centrale. En mélangeant ainsi des traits de caractère typiquement anglais et d'autres résolument étrangers, Tolkien donne vie à ses Rohirrim et les rend plus crédibles.

## Adaptations

### Cinéma et télévision

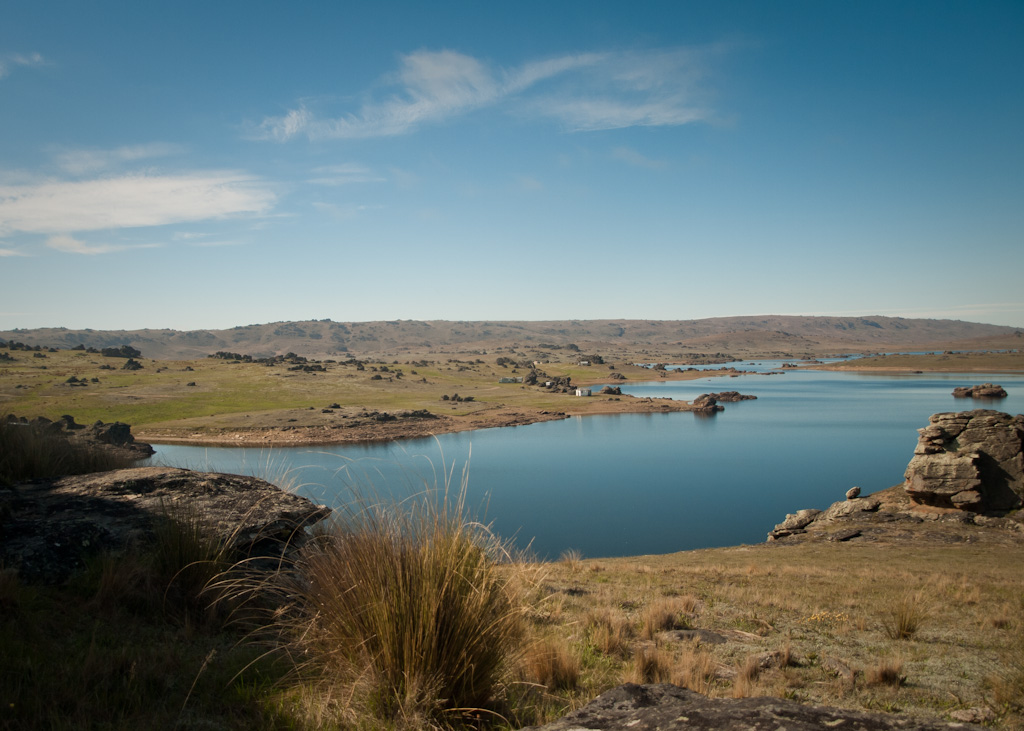
Paysage du réservoir de Poolburn, lieu utilisé dans les films de Peter Jackson pour représenter le Rohan.

Le Rohan apparaît dans la trilogie du Seigneur des anneaux réalisée par Peter Jackson (2001-2003), notamment dans le deuxième volet, Les Deux Tours. Les films sont intégralement tournés en Nouvelle-Zélande et les plaines du Rohan sont représentées par les alentours du réservoir de Poolburn, dans la région d'Otago, sur l'île du Sud. Un décor grandeur nature d'Edoras est quant à lui construit sur le mont Sunday, un sommet isolé dans la haute vallée du fleuve Rangitata.
Dans la bande originale des films, le leitmotiv du Rohan composé par Howard Shore se distingue musicalement par l'utilisation du violon Hardanger. Cet instrument d'origine norvégienne reflète la culture « nordique » des Rohirrim. Le vieil anglais est également utilisé pour les paroles de certaines chansons liées au Rohan.
L'histoire du Rohan se trouve au centre du film d'animation Le Seigneur des Anneaux : La Guerre des Rohirrim réalisé par Kenji Kamimyama en 2024, qui se déroule durant le règne du roi Helm Mainmarteau relaté dans l'appendice A du Seigneur des Anneaux. L'intrigue se concentre sur la discorde entre les Rohirrim et les Dunlendais après le refus par Helm de donner sa fille en mariage à Wulf, fils de Freca, un riche Dunlendais. La bande originale du film, composée par Stephen Gallagher, reprend plusieurs thèmes du film Les Deux Tours composés par Howard Shore. La chanson The Rider, interprétée par Paris Paloma, contient quelques mots en vieil anglais.

### Jeux vidéo
Le jeu vidéo J. R. R. Tolkien's Riders of Rohan, sorti en 1991, a pour thème la guerre entre les cavaliers du Rohan et le magicien Saruman. Il s'agit d'un jeu de stratégie développé par le studio Beam Software qui constitue une suite à J. R. R. Tolkien's War in Middle Earth (1988) dont il reprend le système de jeu.